# 戴爾斯維爾 (愛荷華州)
戴爾斯維爾（英語：Dyersville）是一個位於美國愛荷華州迪比克縣和特拉華縣的城市。

## 地理
戴爾斯維爾的座標為42°28′53″N 91°07′15″W / 42.48139°N 91.12083°W，而該地的平均海拔高度為290米（即951英尺）。

## 人口
根據2010年美國人口普查的數據，戴爾斯維爾的面積為14.61平方千米，當中陸地面積為14.58平方千米，而水域面積為0.03平方千米。當地共有人口4058人，而人口密度為每平方千米277人。